# QR-Tekst
QR-Tekst – edytor tekstu opracowany przez polską firmę Malkom. Pierwsze wersje umożliwiały pracę pod systemami Xenix, SCO UNIX, HP-UX, SunOS, MS-DOS i Novell; w roku 1993 ukazała się wersja 1.0 dla Windows. Wersja 2.0 dla Windows była ostatnią.
Program był szeroko stosowany w polskich urzędach państwowych. W roku 1992 był już od kilku lat używany w Kancelarii Sejmu, a umowa podpisana przez Malkom z Urzędem Rady Ministrów czyniła z QR-Tekstu standardowy edytor tekstu do użytku administracyjnego. Był stosowany w takich placówkach, jak: Sejm i Senat RP, Ministerstwo Łączności, Główny Urząd Statystyczny, Główny Urząd Ceł, Generalna Dyrekcja Lasów Państwowych, Urząd Rady Ministrów, Policja Państwowa oraz wiele urzędów wojewódzkich.

## Historia
Pierwsza wersja dla Windows została zaprezentowana na targach CeBIT oraz Infosystem w 1993 roku, a do sprzedaży trafiła pod koniec października 1993 roku. Wersję 2.0 dla Windows po raz pierwszy zaprezentowano w 1995 roku.
Firma Malkom wydała też pakiet biurowy QR-Biuro – w jego skład wchodziły: QR-Tekst, QR-Mail (klient poczty elektronicznej), QR-Kor (program do rejestracji obiegu korespondencji), QR-Plan (arkusz kalkulacyjny) i QR-Shell (menedżer plików).

## Funkcje
Program oferuje takie funkcje jak: korektor pisowni i tezaurus, generowanie spisu treści, obsługa makropoleceń oraz korespondencja seryjna. Rodzimy format plików QR-Tekstu obsługuje tabele i osadzanie obrazów. Program potrafi również odczytywać wiele popularnych formatów dokumentów tekstowych, w tym formaty ChiWritera oraz polskiego programu TAG.

## Odbiór
QR-Tekst otrzymał pozytywne recenzje w Polsce. Wersja 5.0.0 dla MS-DOS została zrecenzowana w czasopiśmie Bajtek; recenzent chwalił jej funkcjonalność,  krytykując jednak skąpą dokumentację. Pierwsza wersja dla Windows również została pozytywnie oceniona w Bajtku, szczególnie pod kątem funkcjonalności i interfejsu użytkownika. Recenzent zwrócił uwagę, że program jest dobrze dostosowany do polskich użytkowników dzięki rodzimej wersji językowej, polskiemu słownikowi ortograficznemu i tezaurusowi, a także zasadom łamania tekstu zgodnym z polską typografią.
W 1992 roku QR-Tekst był finalistą konkursu „Software for Europe” organizowanego przez IDG. Otrzymał tytuł „Produkt Roku 1993” przyznany przez czasopismo PCKurier, a także tytuł „Wybór Entera” w numerze 3/1994 magazynu Enter. W 1994 roku firma Malkom została uhonorowana godłem Teraz Polska za pracę nad QR-Tekstem.